# Little Hoole
Pour les articles homonymes, voir Hoole.
Little Hoole est une paroisse civile du Lancashire, en Angleterre.